# Mauretania Tingitana
Mauritania Tingitana (latinský název, česky „Tangerské Mauritanie“) byla římská provincie v Maghrebu, v Severní Africe. Její území se zhruba shodovalo se severní částí dnešního Maroka. Sahalo od severního poloostrova naproti Gibraltaru po Sala Colonia (nebo Chellah) a Volubilis na jihu a na východě až po řeku Mulucha (Mulúja). Jeho hlavním městem byl Tingis, což je moderní Tanger. Dalšími velkými městy provincie byly Iulia Valentia Banasa, Septem (dnes Ceuta), Rusadir (dnes Melilla), Lixus a Tamuda (dnes Tetuán).

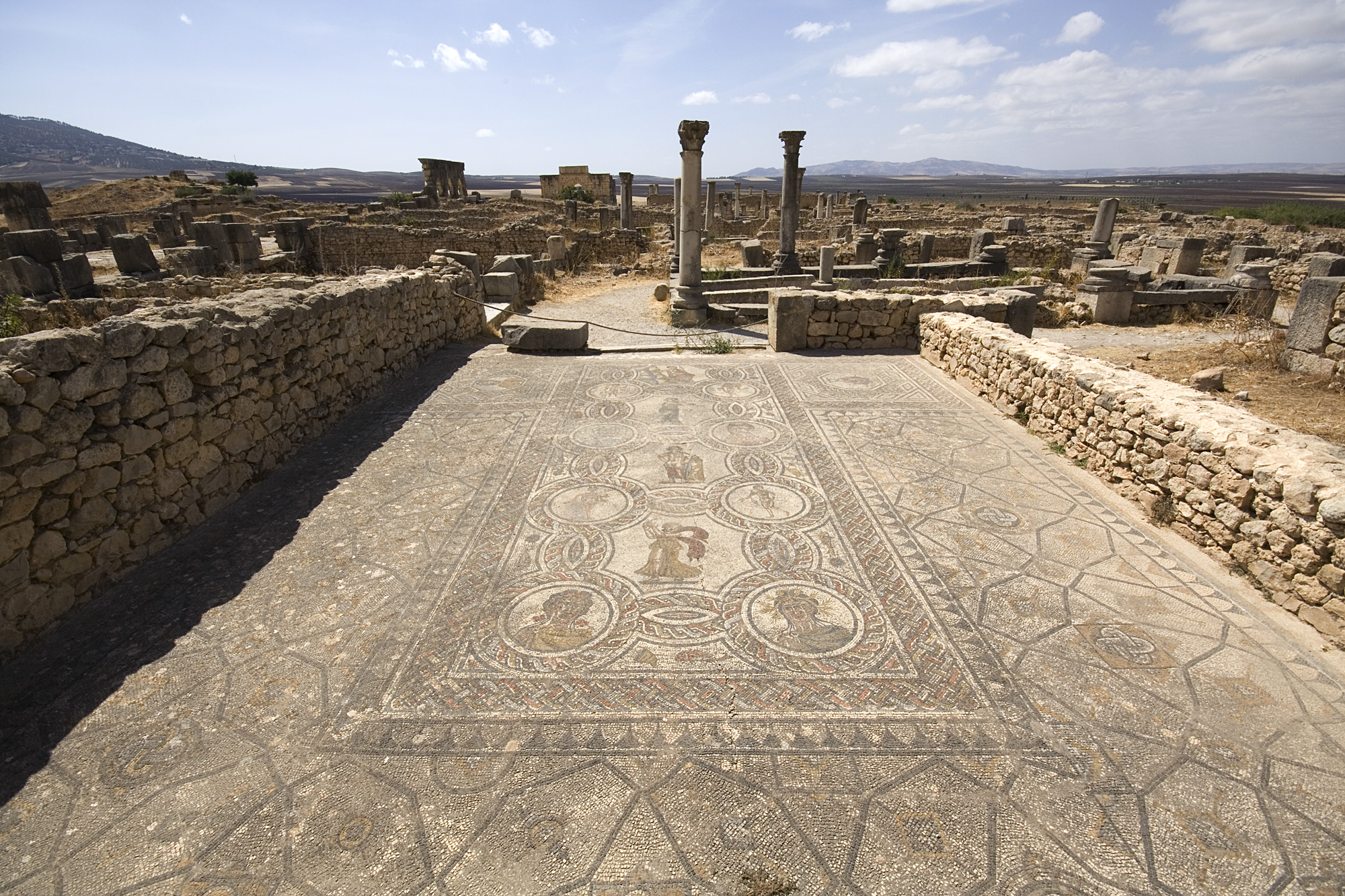
Mozaiky ve městě Volubilis

Když v roce 40 zemřel poslední ptolemaiovský král Mauretánie, rozdělil ji císař Claudius na dvě provincie: Mauretania Tingitana na jihozápadě a Mauretania Caesariensis na severovýchodě (zhruba dnešní Alžír). Hranici tvořila řeka Mulucha. Bohatství provincie, jak o něm svědčí například vykopávky ve městě Volubilis, spočívalo jednak v produkci obilí a oliv, jež se vyvážely do Říma, jednak ve vývozu purpuru a vzácných dřev. Roku 429 oblast dobyli a zpustošili Vandalové, čímž římská vláda v této části Maghrebu skončila.